# Jens Grund
Jens Grund Pedersen (født 6. maj 1961 i Skanderborg) er en dansk journalist og tidligere chefredaktør, der siden 2019 har været prorektor for Danmarks Medie- og Journalisthøjskole.
Jens Grund blev musiksproglig student fra Aarhus Katedralskole i 1981, cand.phil. i dansk fra Aarhus Universitet i 1987 samt journalist fra Danmarks Journalisthøjskole i 1991.
Praktiktiden foregik på Jyllands-Posten,, hvorefter han som nyuddannet blev ansat i et vikariat på Weekendavisen. Herefter var han fra 1992 til 1994 ansat ved Det Fri Aktuelt. I 1994 vendte han tilbage til Jyllands-Posten, hvor han frem til 2006 besad stillinger som reporter, reportagechef og redaktionel uddannelseschef. Fra 2006 til 2010 var han redaktionschef i DR Nyheder, hvorefter han blev chefredaktør på Berlingske frem til 2016. Her blev først konstitueret og siden ansvarshavende chefredaktør for B.T. og metroXpress. Fra 2018 var han redaktør på TV 2 News. 
Ved siden af sit virke var han fra 2011-2018 bestyrelsesmedlem i Radio24syv, ligesom han har siddet i bestyrelsen for Pressens Uddannelsesfond. Han har også siddet i Dansk Sprognævns repræsentantskab.
Jens Grund tiltrådte 1. februar 2019 som prorektor for Danmarks Medie- og Journalisthøjskole med særligt ansvar for udvikling af skolens uddannelser.